# The Prodigy
The Prodigy ili jednostavno Prodigy je britanski glazbeni sastav karakterističnog elektroničkog zvuka, koji bi se najlakše dao opisati kao elektropsihodelični punk.
Glazba grupe The Prodigy ima raznih elemenata elektroničke scene koja je vladala ranih 90-ih godina. Njihov stil varira od ravea i hardcore techna do hard drum and beat glazbe i alternativnog rocka u njihovim kasnijim radovima.
Iako su izdali četiri studijska albuma, dvije kompilacije i devetnaest singlova, od kojih su mnogi dugo ostajali na prvim mjestima britanskih top-lista, The Prodigy je glazbena grupa za koju su najkarakterističniji upravo vrhunski nastupi uživo. Tek na njihovim nastupima dolazi do izražaja njihova prava kvaliteta i "eksplozivnost" nastupa.
Neki od njihovih najboljih uradaka su: "Charly", "Out of Space" (obrada skladbe I Chase The Devil Leeja Scratcha Perryja), "Smack My Bitch Up", "Voodoo People", "No Good (Start the Dance)", "Breathe" i "Firestarter".
Članovi grupe The Prodigy su: Liam Howlett (skladatelj/klavijature) i Maxim Reality (MC/vokali). Leeroy Thornhill (plesač/klavijature) bio je član sastava od 1990. do 2000. godine. Članica grupe Sharky (plesačica/vokali) napustila je sastav u njihovom ranom razdoblju. Keith Flint bio je plesač i vokalist sastava do 2019. godine. Flint je preminuo 4. ožujka 2019. godine.
Svoj peti studijski album, Invaders Must Die, objavili su 23. veljače 2009. godine, a prvi singl s albuma je pjesma istog naziva kao i album, "Invaders Must Die". 

## Diskografija
Studijski albumi
- Experience (1992.)
- Music for the Jilted Generation (1994.)
- The Fat of the Land (1997.)
- Always Outnumbered, Never Outgunned (2004.)
- Invaders Must Die (2009.)
- The Day Is My Enemy (2015.)
- No Tourists (2018.)

EP-ovi
- What Evil Lurks (1991.)
- Voodoo People (1995.)
- Baby's Got a Temper (2002.)
- Hotride (2004.)
- Lost Beats (2009.)

Kompilacije
- The Dirtchamber Sessions Volume One (1999.)
- Their Law: The Singles 1990-2005 (2005.)

## Vanjske poveznice
- Službena stranica